# Fernando Clavijo
Fernando Caetano Clavijo Cedrés, född 23 januari 1956 i Maldonado, död 9 februari 2019 i Fort Lauderdale, var en amerikansk-uruguayansk fotbollstränare och före detta professionell fotbollsspelare som spelade antingen mittfältare eller försvarare för fotbollsklubbarna Atenas, New York Apollo/United och Golden Bay Earthquakes samt att tillbringa större delen av sin karriär med att spela inomhusfotboll. Clavijo spelade också 61 landslagsmatcher för det amerikanska fotbollslandslaget mellan 1990 och 1994.
Efter den aktiva spelarkarriären tränade han New England Revolution, Haiti, Colorado Rapids och Miami FC samt att varit assisterande tränare åt Nigeria och Metrostars.